# Cottonia
Cottonia es un género monotípico de orquídeas con una única especie: Cottonia peduncularis (Lindl.) Rchb.f.. Es originaria del sur de India y Sri Lanka.

## Descripción
Es una orquídea de tamaño grande a gigante que prefiere el clima cálido. Tiene hábito epífita con tallos alargados que llevan muchas hojas, más bien curtidas, lineales, obtusas, con el ápice desigualmente  bilobulado. Florece en el verano y el otoño en una inflorescencia erecta de 150 cm de largo, por lo general escasamente ramificada, densamente racemosa hacia el ápice con sucesivas flores de larga duración y mal olor.

## Distribución y hábitat
Se encuentra en la India y Sri Lanka, en elevaciones de 300 a 600 metros. 

## Taxonomía
Cottonia peduncularis fue descrita por (Lindl.) Rchb.f. y publicado en Linnaea 41: 30. 1877.
Etimología
Cottonia: nombre genérico otorgado en honor de Cotton, un oficial inglés en la India en los años 1800. 
peduncularis: epíteto latino que significa "con pedúnculo".
Sinónimos
- Vanda peduncularis Lindl., Gen. Sp. Orchid. Pl.: 216 (1833).
- Cottonia macrostachya Wight, Icon. Pl. Ind. Orient.: t. 1755 (1851).
- Vanda bicaudata Thwaites, Enum. Pl. Zeyl.: 429 (1864).[1]